# 佐世保基地 (アメリカ海軍)

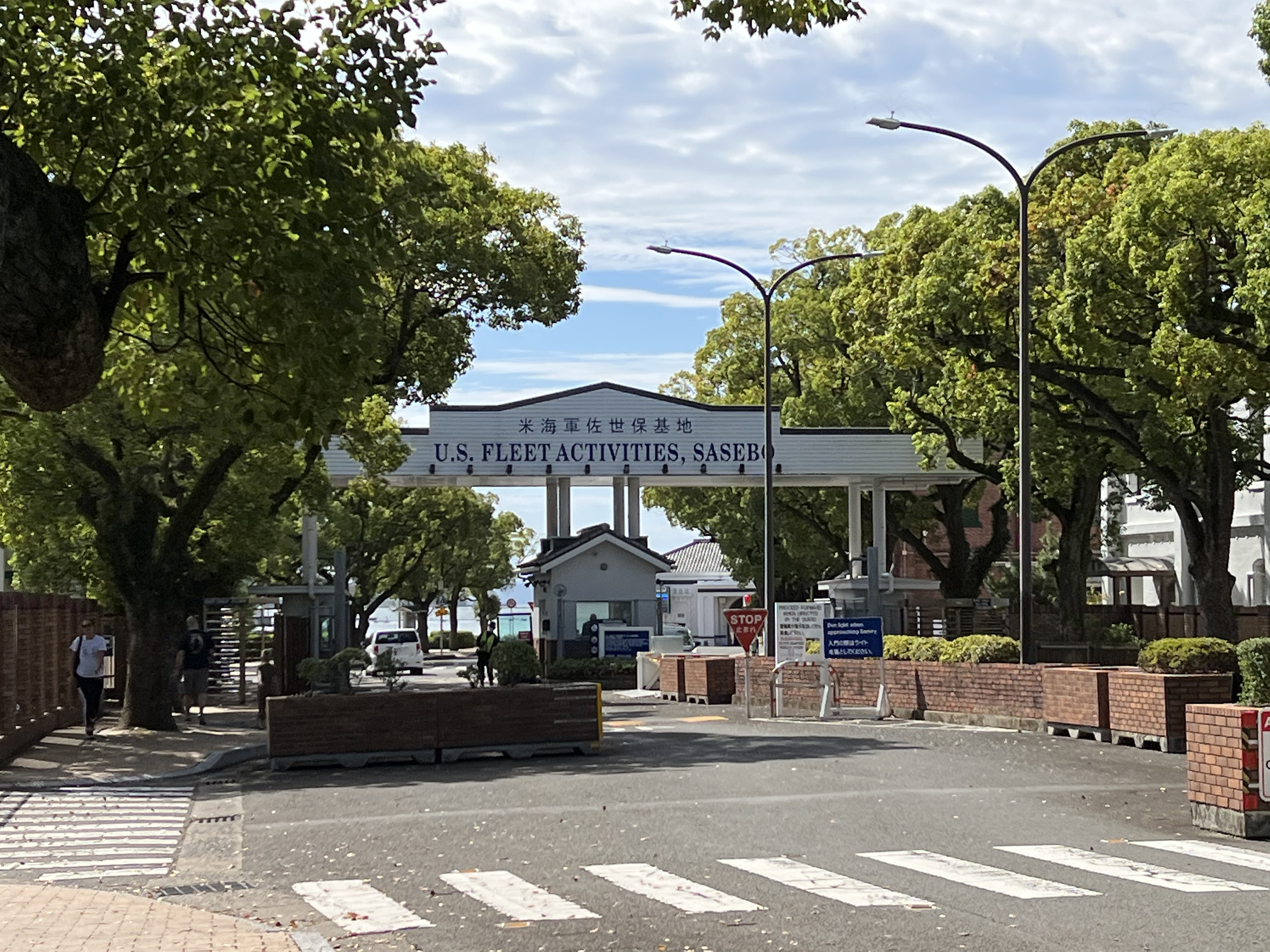
米海軍佐世保基地

佐世保基地（させぼきち）は、長崎県佐世保市にあるアメリカ海軍太平洋艦隊第7艦隊の軍事基地。一般には海上自衛隊の施設も含めて同名称で呼ばれ、区別するときは「米海軍佐世保基地」・「海上自衛隊佐世保基地」のように組織名称を頭につける。
施設群としては中枢である佐世保海軍施設と付随する港湾施設・倉庫群からなる。九州防衛局ではこれらを「佐世保海軍施設等」などと総称している。他の名称としては、駐留部隊名の「佐世保艦隊基地隊」（Commander Fleet Activities Sasebo）の略称 CFAS も用いられる。英語表記としてSasebo Naval Baseも用いられる。

## 概要
佐世保基地は、直接的には「岡崎・ラスク交換公文」を根拠としており、アメリカ海軍太平洋艦隊第7艦隊の一部が駐留する基地である。米軍組織上は、佐世保艦隊基地（FAS）と横須賀補給センター（FISCY）佐世保支所の2組織に大別される。土地総面積は 461.1ha （長崎県公式サイト内「米海軍佐世保基地」よりデータ引用）。
配備されている艦艇の一覧は「第7艦隊」を参照。一部の施設は海上自衛隊と共同で使用している。
1950年から1978年まで佐世保駅と赤崎貯油所を結ぶジョスコー線と呼ばれる米軍専用の引き込み線（4.6km）が使用されていたが、現在は佐世保重工業（SSK）敷地内に一部痕跡を残すのみである。
2021年1月25日にFAC5118 崎辺海軍補助施設が全面返還され、海上自衛隊が岸壁等を整備する。

## 主な配属艦艇
- 強襲揚陸艦：LHA-6 アメリカ
- ドック型揚陸艦：LPD-18 ニューオーリンズ[8]、LPD-20 グリーン・ベイ、LSD-47 ラシュモア
- 掃海艦：アヴェンジャー級掃海艦：MCM-7 パトリオット、MCM-9　パイオニア、MCM-10ウォーリア、MCM-14　チーフ
- カッター：バーソルフ級カッター：WMSL-750 バーソルフ

## 佐世保艦隊基地隊
佐世保艦隊基地（Fleet Activities Sasebo）、すなわち佐世保艦隊基地隊（Command, Fleet Activities Sasebo）が管理・使用する施設には以下のものがある。
- FAC5029 佐世保海軍施設（※） 43.0ha
- FAC5030 佐世保ドライドック地区（Drydock）（※） 8.3ha
- FAC5032 赤崎貯油所75.4ha
- FAC5033 佐世保弾薬補給所（Maebata Ammo Supply Point; Maebata Ordnance facility） 58.2ha
- FAC5050 針尾島弾薬集積所（Hario Shima Ammo Storage Area; Hario Shima Ordnance facility） 129.7ha
- FAC5086 立神港区（Tategami peninsula） 13.8ha
- FAC5117 崎辺小銃射撃場（建物のみ、共同使用）
- FAC5050 針尾住宅地区（Hario Housing Area） 34.9ha
- FAC5039 横瀬貯油所 61.8ha

※一部共同使用あり

## 佐世保湾の制限水域
佐世保湾の水域の約83%は米軍の使用を優先する制限水域となっており、自衛隊と共同使用されている。さらに制限水域は以下のように細分化され、民間が制限なく使用できる水域は約17%でしかない。
- (A)制限水域（8.4%）：すべての使用に許可を必要とする区域
- (B)制限水域（19.3%）：航行は自由だが、その他の使用は許可を必要とする区域
- (C)制限水域（49.8%）：潜水のみ許可を必要とする区域
- (D)制限水域（5.7%）：水上機路線権区域
- 非制限水域（16.8%）

## 米軍が自衛隊・民間と共同使用している施設・区域
日米地位協定第二条第4項(b)の適用により、米軍は、以下の自衛隊および民間の施設の一部を利用（共同使用）している。
- 海上自衛隊が提供[要出典]
  - FAC5029 佐世保海軍施設（倉庫施設等を利用）
  - FAC5117 崎辺小銃射撃場（射撃訓練に利用）
- 佐世保重工業（SSK）が提供[要出典]
  - FAC5030 佐世保ドライドック地区（船舶修理等に利用）

日米地位協定第二条第4項(a)の適用により、在日米軍に提供されている施設および区域は、日本国および自衛隊・自治体・民間が一時的に使用することができる。海上自衛隊は、以下の米軍施設・区域を利用しているが、使用優先権は米軍にある。
- FAC5029 佐世保海軍施設（倉庫施設等を利用）
- FAC5030 佐世保ドライドック地区（船舶修理）
- FAC5036 庵崎貯油所（燃料貯蔵）
- FAC5050 針尾島弾薬集積所（弾薬貯蔵）
- FAC5086 立神港区（船舶修理）